# Seznam žebříčků obchodních škol ve Spojených státech amerických
Seznam žebříčků obchodních škol ve Spojených státech amerických je tabulkový seznam obchodních škol and přidružených univerzit ve Spojených státech, které jsou zahrnuty v jednom nebo více hodnocení programů prezenčního studia Master of Business Administration (MBA). Hodnocení jsou běžně publikována v tištěných nebo online periodicích. Tento seznam obchodních škol není vyčerpávající a některé obchodní školy v něm mohou chybět. Většina škol v žebříčcích je akreditovaná asociací Association to Advance Collegiate Schools of Business.

## Techniky hodnocení
Žebříčky vycházejí z porovnávání mnoha faktorů jako výsledků standardizovaných testů studentů, platů čerstvých absolventů, výsledků dotazníků pro náboráře a absolventy, počet a kvalita firem, které na kampusech nabírají studenty, a množství jiných atributů. Pořadí se liší podle metody použité k měření úspěšnosti každé školy. Například výsledky Forbes a Financial Times se zakládají na dlouhodobých kariérních vyhlídkách absolventů, Bloomberg Businessweek a Economist hodnotí zkušenosti samotných absolventů, U.S. News & World Report bere v potaz názory náborářů, a další žebříčky jako Aspen Institute měří například integraci kurzů o udržitelnosti do programů.

## Kritika
Žebříčky obchodních škol se staly předmětem častých diskuzí online. Kritikové tvrdí, že by se k nim mělo přistupovat s rezervou z následujících důvodů:
- Hodnoty ukazují úmyslnou selektivní zaujatost, neboť omezují zjištěnou populaci na malý počet MBA programů a ignorují většinu škol, z nichž mnohé mají vynikající programy.
- Metody hodnocení mohou být předmětem osobních předsudků a statisticky chybných metodik (zejména metod založených na subjektivních rozhovorech s manažery, studenty a /nebo personálem).
- Ačkoliv některé školy nabízejí MBA programy různých kvalit, přesto se žebříček bude spoléhat pouze na informace z prezenčních programů (např. škola může používat vysoce uznávané výzkumníky k výuce denního programu, ale ve večerním programu používají asistenty nebo mají dramaticky nižší vstupní kritéria pro svůj večerní program než pro denní program).
- Vysoká hodnocení ve významných publikacích mají tendenci stát se sebenaplňujícím proroctvím.
- Některé přední obchodní školy včetně Harvard, INSEAD, Wharton a Sloan poskytují omezenou spolupráci s některými publikacemi kvůli jejich dojmu, že hodnocení je neobjektivní.[5]

## Žebříčky

### Historické žebříčky
Historická hodnocení elitních MBA programů ukazují pouze malé výchylky i v dlouhodobém horizontu. In 1977, MBA Magazine udělal průzkum mezi děkany a přišel se seznamem, ve kterým byly Wharton School, Harvard Business School, Stanford Graduate School of Business, Booth School of Business, a MIT Sloan School of Management na prvních pěti příčkách. Tyto školy plus Kellogg School of Management zatím vždy obsazovaly prvních 5 míst v každém žebříčku U.S. News & World Report. Spolu s Columbia Business School si pak těchto sedm škol obvykle dělí ta nejvyšší místa všech ostatních žebříčků (a jsou také top 7 celosvětově podle hodnocení Business Insider) a hovoří se o nich jako o sedmi nejmocnějších školách ve Spojených státech ("America's seven most powerful schools").

### Současná hodnocení
Níže jsou zobrazeny všechny hodnocené školy v abecedním pořadí a prezentované s jejich pořadím v příslušných žebříčcích. V hlavičkách sloupců jsou použity následující zkratky: USN – U.S. News & World Report, BW – Bloomberg Businessweek, Ec – The Economist, FT – Financial Times, AE – América Economía, CNN – CNN Expansion, BI – Business Insider, QS – Quacquarelli Symonds and ARWU – Academic Ranking of World Universities.
| Obchodní škola                                                                             | Univerzita                                          | Lokalita (město, stát)                         | BI 2016 | QS 2015 | USN 2017 | FT 2016 | BW 2015 | Forbes 2015 | Ec 2015 | AE 2015 | CNN 2011 | ARWU 2012 |
| ------------------------------------------------------------------------------------------ | --------------------------------------------------- | ---------------------------------------------- | ------- | ------- | -------- | ------- | ------- | ----------- | ------- | ------- | -------- | --------- |
| A. Gary Anderson Graduate School of Management                                             | University of California Riverside                  | Riverside, Kalifornie                          | -       | 69      | 93       | 1000    | 1000    | 1000        | 1000    | 1000    | 1000     | 1000      |
| Argyros School of Business and Economics                                                   | Chapman University                                  | Orange, Kalifornie                             | -       |         |          | 1000    | 68      | 1000        | 1000    | 1000    | 1000     | 1000      |
| Atkinson Graduate School of Management                                                     | Willamette University                               | Salem, Oregon                                  | -       |         | 1000     | 1000    | 70      | 60          | 1000    | 1000    | 1000     | 1000      |
| Raymond J. Harbert College of Business                                                     | Auburn University                                   | Auburn, Alabama                                | -       | 1000    | 83       | 1000    | 1000    | 1000        | 1000    | 1000    | 1000     | 1000      |
| Babcock Graduate School of Management                                                      | Wake Forest University                              | Winston-Salem, Severní Karolína                | -       |         | 1000     | 1000    | 1000    | 1000        | 1000    | 1000    | 1000     | 1000      |
| Bauer College of Business                                                                  | University of Houston                               | Houston, Texas                                 | 1000    |         | 93       | 1000    | 1000    | 1000        | 1000    | 1000    | 1000     | 1000      |
| Bennett S. LeBow College of Business                                                       | Drexel University                                   | Filadelfie, Pensylvánie                        | 1000    | 1000    | 88       | 1000    | 1000    | 1000        | 1000    | 1000    | 1000     | 76        |
| Binghamton University School of Management                                                 | Binghamton University                               | Binghamton, New York                           | 1000    |         | 77       | 1000    | 1000    | 1000        | 1000    | 1000    | 1000     | 1000      |
| Booth School of Business                                                                   | University of Chicago                               | Chicago, Illinois                              | 2       | 4       | 3        | 8       | 2       | 6           | 1       | 1000    | 3        | 2         |
| Brandeis International Business School                                                     | Brandeis University                                 | Waltham, Massachusetts                         | 1000    |         | 1000     | 1000    | 1000    | 1000        | 1000    | 1000    | 1000     | 1000      |
| Carl H. Lindner College of Business                                                        | University of Cincinnati                            | Cincinnati, Ohio                               | 1000    |         | 79       | 1000    | 63      | 1000        | 1000    | 1000    | 1000     | 151       |
| Carlson School of Management                                                               | University of Minnesota, Twin Cities                | Minneapolis, Minnesota                         | 1000    |         | 32       | 71      | 45      | 27          | 55      | 1000    | 1000     | 14        |
| Carroll School of Management                                                               | Boston College                                      | Chestnut Hill, Massachusetts                   | 1000    |         | 44       | 69      | 1000    | 1000        | 1000    | 1000    | 1000     | 51        |
| Charlton College of Business                                                               | University of Massachusetts Dartmouth               | Dartmouth, Massachusetts                       |         |         |          |         |         |             |         | 1000    |          |           |
| Columbia Business School                                                                   | Columbia University                                 | New York, New York                             | 7       | 5       | 9        | 6       | 6       | 4           | 12      | 1000    | 9        | 5         |
| Cox School of Business                                                                     | Southern Methodist University                       | Dallas, Texas                                  | 1000    |         | 52       | 1000    | 32      | 37          | 82      | 37      | 49       | 101       |
| Crummer Graduate School of Business                                                        | Rollins College                                     | Winter Park, Florida                           | 1000    |         | 1000     | 1000    | 1000    | 52          | 1000    | 1000    | 1000     | 1000      |
| Manderson Graduate School of Business                                                      | University of Alabama                               | Tuscaloosa, Alabama                            | 1000    |         | 54       | 1000    | 1000    | 49          | 1000    | 1000    | 1000     | 151       |
| Darden Graduate School of Business Administration                                          | University of Virginia                              | Charlottesville, Virginie                      | 11      | 37      | 14       | 1000    | 12      | 16          | 2       | 1000    | 1000     | 51        |
| David Eccles School of Business                                                            | University of Utah                                  | Salt Lake City, Utah                           | 1000    |         | 57       | 1000    | 59      | 1000        | 1000    | 1000    | 1000     | 76        |
| E. J. Ourso College of Business                                                            | Louisiana State University                          | Baton Rouge, Louisiana                         | 1000    |         | 79       | 1000    | 1000    | 54          | 1000    | 1000    | 1000     | 151       |
| E. Philip Saunders College of Business                                                     | Rochester Institute of Technology                   | Henrietta, New York                            | 1000    |         | 91       | 1000    | 1000    | 1000        | 1000    | 1000    | 1000     | 1000      |
| Eli Broad College of Business                                                              | Michiganská státní univerzita                       | East Lansing, Michigan                         | 38      |         | 37       | 65      | 30      | 22          | 35      | 1000    | 1000     | 30        |
| Eller College of Management                                                                | University of Arizona                               | Tucson, Arizona                                | 1000    |         | 49       | 1000    | 1000    | 59          | 93      | 38      | 1000     | 76        |
| Fisher College of Business                                                                 | Ohijská státní univerzita                           | Columbus, Ohio                                 | 31      |         | 27       | 75      | 39      | 43          | 31      | 1000    | 1000     | 28        |
| Florida International University College of Business / Chapman Graduate School of Business | Florida International University                    | Miami, Florida                                 | 1000    |         | 1000     | 1000    | 1000    | 1000        | 1000    | 40      | 1000     | 1000      |
| Foster School of Business                                                                  | University of Washington                            | Seattle, Washington                            | 31      |         | 27       | 49      | 20      | 30          | 37      | 1000    | 1000     | 26        |
| Fox School of Business                                                                     | Temple University                                   | Filadelfie, Pensylvánie                        | 1000    |         | 32       | 1000    | 1000    | 64          | 53      | 1000    | 1000     | 151       |
| F. W. Olin Graduate School of Business                                                     | Babson College                                      | Wellesley, Massachusetts                       | 40      |         | 69       | 90      | 56      | 1000        | 1000    | 36      | 1000     | 1000      |
| Freeman School of Business                                                                 | Tulane University                                   | New Orleans, Louisiana                         | 1000    |         | 73       | 1000    | 1000    | 57          | 1000    | 33      | 1000     | 1000      |
| Fuqua School of Business                                                                   | Duke University                                     | Durham, Severní Karolína                       | 13      | 13      | 12       | 21      | 8       | 12          | 20      | 5       | 1000     | 21        |
| Gabelli School of Business                                                                 | Fordham University                                  | New York, New York                             | 1000    |         | 73       | 1000    | 72      | 1000        | 1000    | 1000    | 1000     | 151       |
| Gatton College of Business and Economics                                                   | University of Kentucky                              | Lexington, Kentucky                            | 1000    |         | 86       | 1000    | 73      | 1000        | 1000    | 1000    | 1000     | 1000      |
| Scheller College of Business                                                               | Georgia Institute of Technology                     | Atlanta, Georgie                               | 39      |         | 29       | 71      | 23      | 33          | 1000    | 1000    | 1000     | 76        |
| Goizueta Business School                                                                   | Emory University                                    | Atlanta, Georgie                               | 23      |         | 20       | 55      | 15      | 25          | 25      | 1000    | 35       | 51        |
| Graziadio School of Business and Management                                                | Pepperdine University                               | Malibu, Kalifornie                             | 1000    |         | 65       | 1000    | 74      | 63          | 1000    | 1000    | 1000     | 1000      |
| Haas School of Business                                                                    | University of California, Berkeley                  | Berkeley, Kalifornie                           | 10      | 12      | 7        | 7       | 9       | 8           | 6       | 2       | 11       | 4         |
| Hankamer School of Business                                                                | Baylor University                                   | Waco, Texas                                    | 1000    |         | 65       | 1000    | 1000    | 1000        | 1000    | 1000    | 1000     | 1000      |
| Harvard Business School                                                                    | Harvard University                                  | Boston, Massachusetts                          | 3       | 1       | 1        | 2       | 1       | 2           | 4       | 1       | 1        | 1         |
| Howard University School of Business                                                       | Howard University                                   | Washington, D.C.                               | 1000    |         |          | 1000    | 50      | 1000        | 1000    | 1000    | 1000     | 1000      |
| Hult International Business School                                                         | Hult International Business School                  | Cambridge, Massachusetts                       | 1000    |         | 1000     | 1000    | 62      | 1000        | 65      | 1000    | 1000     | 1000      |
| Iowa State University College of Business                                                  | Iowa State University                               | Ames, Iowa                                     | 1000    |         | 65       | 1000    | 1000    | 1000        | 1000    | 1000    | 1000     | 76        |
| Isenberg School of Management                                                              | University of Massachusetts Amherst                 | Amherst, Massachusetts                         | 1000    |         | 57       | 1000    | 1000    | 1000        | 1000    | 1000    | 1000     | 101       |
| Jenkins Graduate College of Management                                                     | North Carolina State University                     | Raleigh, Severní Karolína                      | 1000    |         | 57       | 1000    | 29      | 1000        | 1000    | 1000    | 1000     | 1000      |
| Jesse H. Jones Graduate School of Management                                               | Rice University                                     | Houston, Texas                                 | 41      |         | 29       | 53      | 19      | 39          | 45      | 1000    | 25       | 51        |
| John Cook School of Business                                                               | Saint Louis University                              | St. Louis, Missouri                            | 1000    |         |          | 1000    | 1000    | 1000        | 1000    | 1000    | 1000     | 1000      |
| Katz School of Business                                                                    | University of Pittsburgh                            | Pittsburgh, Pensylvánie                        | 1000    |         | 53       | 98      | 44      | 35          | 69      | 1000    | 1000     | 51        |
| Kelley School of Business                                                                  | Indiana University                                  | Bloomington, Indiana                           | 34      |         | 21       | 54      | 28      | 20          | 29      | 15      | 1000     | 24        |
| Kellogg School of Management                                                               | Northwestern University                             | Evanston, Illinois                             | 6       | 6       | 4        | 11      | 3       | 3           | 7       | 1000    | 14       | 11        |
| Kenan-Flagler Business School                                                              | University of North Carolina, Chapel Hill           | Chapel Hill, Severní Karolína                  | 20      |         | 18       | 41      | 17      | 13          | 33      | 17      | 30       | 29        |
| Kellstadt Graduate School of Business                                                      | DePaul University                                   | Chicago, Illinois                              | 1000    |         | 93       | 1000    | 1000    | 1000        | 1000    | 1000    | 1000     | 1000      |
| Kogod School of Business                                                                   | American University                                 | Washington, D.C.                               | 1000    |         | 1000     | 1000    | 28      | 25          | 1000    | 1000    | 1000     | 1000      |
| Krannert School of Management                                                              | Purdue University                                   | West Lafayette, Indiana                        | 18      |         | 50       | 1000    | 53      | 32          | 1000    | 1000    | 1000     | 51        |
| Leavey School of Business                                                                  | Santa Clara University                              | Santa Clara, Kalifornie                        | 1000    |         | 1000     | 1000    | 1000    | 1000        | 1000    | 1000    | 1000     | 1000      |
| Leeds School of Business                                                                   | University of Colorado at Boulder                   | Boulder, Colorado                              | 1000    |         | 79       | 1000    | 71      | 62          | 1000    | 1000    | 1000     | 51        |
| Liautaud Graduate School of Business                                                       | University of Illinois at Chicago                   | Chicago, Illinois                              | 1000    |         |          | 1000    | 1000    | 1000        | 1000    | 1000    | 1000     | 151       |
| Lubin School of Business                                                                   | Pace University                                     | New York, New York                             | 1000    |         | 1000     | 1000    | 1000    | 1000        | 1000    | 1000    | 1000     | 1000      |
| Marriott School of Management                                                              | Brigham Young University                            | Provo, Utah                                    | 23      |         | 34       | 80      | 27      | 21          | 1000    | 1000    | 1000     | 51        |
| Marshall School of Business                                                                | University of Southern California                   | Los Angeles, Kalifornie                        | 32      |         | 24       | 52      | 25      | 38          | 71      | 1000    | 1000     | 34        |
| Martin J. Whitman School of Management                                                     | Syracuse University                                 | Syracuse, New York                             | 1000    |         | 88       | 1000    | 67      | 1000        | 1000    | 1000    | 1000     | 101       |
| Mason School of Business                                                                   | College of William & Mary                           | Williamsburg, Virginie                         | 1000    |         | 57       | 1000    | 37      | 53          | 1000    | 1000    | 1000     | 151       |
| Massry Center for Business                                                                 | University at Albany, State University of New York  | Albany, New York                               |         |         | 91       |         |         |             |         |         |          |           |
| Mays Business School                                                                       | Texas A&M University                                | College Station, Texas                         | 42      |         | 38       | 1000    | 22      | 24          | 1000    | 1000    | 45       | 45        |
| McCallum Graduate School of Business                                                       | Bentley University                                  | Waltham, Massachusetts                         | 1000    |         | 1000     | 1000    | 1000    | 1000        | 1000    | 1000    | 1000     | 1000      |
| McCombs School of Business                                                                 | University of Texas at Austin                       | Austin, Texas                                  | 21      |         | 17       | 47      | 21      | 14          | 39      | 16      | 29       | 20        |
| McDonough School of Business                                                               | Georgetown University                               | Washington, D.C.                               | 25      |         | 21       | 44      | 26      | 41          | 40      | 18      | 32       | 51        |
| Mendoza College of Business                                                                | University of Notre Dame                            | South Bend, Indiana                            | 24      |         | 29       | 76      | 31      | 23          | 44      | 22      | 31       | 101       |
| Merage School of Business                                                                  | University of California, Irvine                    | Irvine, Kalifornie                             | 1000    |         | 44       | 57      | 54      | 42          | 1000    | 1000    | 47       | 76        |
| Michael F. Price College of Business                                                       | University of Oklahoma                              | Norman, Oklahoma                               | 1000    |         | 83       | 1000    | 52      | 1000        | 1000    | 1000    | 1000     | 1000      |
| MIT Sloan School of Management                                                             | Massachusetts Institute of Technology               | Cambridge, Massachusetts                       | 5       | 7       | 4        | 9       | 4       | 9           | 15      | 1000    | 5        | 3         |
| Moore School of Business                                                                   | University of South Carolina                        | Columbia, Jižní Karolína                       | 1000    |         | 71       | 1000    | 1000    | 1000        | 96      | 1000    | 48       | 42        |
| Naveen Jindal School of Management                                                         | University of Texas at Dallas                       | Richardson, Texas                              | 1000    |         | 38       | 1000    | 42      | 1000        | 1000    | 1000    | 1000     | 43        |
| Neeley School of Business                                                                  | Texas Christian University                          | Fort Worth, Texas                              | 1000    |         | 71       | 1000    | 38      | 1000        | 63      | 1000    | 1000     | 76        |
| D'Amore-McKim School of Business                                                           | Northeastern University                             | Boston, Massachusetts                          | 1000    |         | 54       | 1000    | 61      | 56          | 1000    | 1000    | 1000     | 151       |
| Olin Business School                                                                       | Washington University in St. Louis                  | St. Louis, Missouri, St. Louis                 | 30      |         | 21       | 80      | 35      | 31          | 41      | 1000    | 1000     | 32        |
| Owen Graduate School of Management                                                         | Vanderbilt University                               | Nashville, Tennessee                           | 28      |         | 25       | 71      | 34      | 39          | 36      | 21      | 39       | 41        |
| Pamplin College of Business                                                                | Virginia Polytechnic Institute and State University | Blacksburg, Virginie                           | 1000    |         | 1000     | 1000    | 1000    | 1000        | 1000    | 1000    | 1000     | 151       |
| Peter F. Drucker and Masatoshi Ito Graduate School of Management                           | Claremont Graduate University                       | Claremont, Kalifornie                          | 1000    |         | 1000     | 1000    | 1000    | 1000        | 1000    | 1000    | 1000     | 1000      |
| Robert H. Smith School of Business                                                         | University of Maryland, College Park                | College Park, Maryland                         | 1000    |         | 47       | 51      | 33      | 46          | 42      | 1000    | 1000     | 23        |
| Ross School of Business                                                                    | University of Michigan                              | Ann Arbor, Michigan                            | 14      | 8       | 11       | 20      | 10      | 15          | 27      | 1000    | 28       | 14        |
| Rutgers Business School                                                                    | Rutgers University                                  | New Brunswick, New Jersey a Newark, New Jersey | 1000    |         | 50       | 1000    | 1000    | 1000        | 1000    | 1000    | 1000     | 51        |
| Questrom School of Business                                                                | Boston University                                   | Boston, Massachusetts                          | 36      |         | 44       | 71      | 48      | 48          | 67      | 28      | 1000     | 35        |
| Samuel Curtis Johnson Graduate School of Management                                        | Cornell University                                  | Ithaca, New York                               | 15      | 25      | 16       | 31      | 16      | 10          | 23      | 1000    | 1000     | 25        |
| Sam M. Walton College of Business                                                          | University of Arkansas                              | Fayetteville, Arkansas                         | 1000    |         | 73       | 1000    | 1000    | 1000        | 1000    | 1000    | 1000     | 76        |
| Simon Business School                                                                      | University of Rochester                             | Rochester, New York                            | 1000    |         | 43       | 86      | 36      | 44          | 51      | 30      | 1000     | 39        |
| Smeal College of Business                                                                  | Penn State University                               | Pennsylvania, University Park                  | 1000    |         | 36       | 89      | 43      | 28          | 62      | 1000    | 1000     | 33        |
| Stanford Graduate School of Business                                                       | Stanford University                                 | Stanford, Kalifornie                           | 4       | 1       | 4        | 5       | 7       | 1           | 13      | 1000    | 2        | 6         |
| Stern School of Business                                                                   | New York University                                 | New York, New York                             | 16      | 10      | 12       | 19      | 24      | 18          | 11      | 1000    | 13       | 9         |
| Tepper School of Business                                                                  | Carnegie Mellon University                          | Pittsburgh, Pensylvánie                        | 22      |         | 19       | 33      | 18      | 19          | 30      | 29      | 24       | 12        |
| Terry College of Business                                                                  | University of Georgia                               | Athens, Georgie                                | 1000    |         | 48       | 1000    | 51      | 36          | 72      | 1000    | 1000     | 76        |
| The George Washington University School of Business                                        | George Washington University                        | Washington, D.C.                               | 22      |         |          | 78      | 40      | 1000        | 81      | 1000    | 1000     | 101       |
| The Wharton School                                                                         | University of Pennsylvania                          | Filadelfie, Pensylvánie                        | 1       | 1       | 1        | 4       | 5       | 7           | 10      | 1000    | 4        | 8         |
| Thunderbird School of Global Management                                                    | Arizona State University                            | Glendale, Arizona                              | 1000    | 1000    | 88       | 1000    | 1000    | 1000        | 1000    | 1000    | 1000     | 1000      |
| Tippie College of Business                                                                 | University of Iowa                                  | Iowa City, Iowa                                | 1000    |         | 64       | 94      | 55      | 26          | 73      | 1000    | 1000     | 101       |
| Trulaske College of Business                                                               | University of Missouri                              | Columbia, Missouri                             | 1000    |         | 69       | 1000    | 66      | 51          | 1000    | 1000    | 1000     | 101       |
| Tuck School of Business                                                                    | Dartmouth College                                   | Hanover, New Hampshire                         | 8       | 24      | 8        | 22      | 14      | 5           | 3       | 11      | 11       | 38        |
| UC Davis Graduate School of Management                                                     | University of California, Davis                     | Davis, Kalifornie                              | 1000    |         | 42       | 1000    | 1000    | 61          | 1000    | 1000    | 1000     | 101       |
| UCLA Anderson School of Management                                                         | University of California, Los Angeles               | Los Angeles, Kalifornie                        | 17      | 9       | 15       | 34      | 13      | 17          | 9       | 24      | 23       | 16        |
| Rady School of Management                                                                  | University of California, San Diego                 | San Diego, Kalifornie                          | 1000    |         | 82       | 59      | 65      | 1000        | 1000    | 1000    | 1000     | 1000      |
| Gies College of Business                                                                   | University of Illinois                              | Champaign, Illinois                            | 32      |         | 40       | 91      | 57      | 34          | 1000    | 1000    | 1000     | 44        |
| University at Buffalo School of Management                                                 | The State University of New York at Buffalo         | Buffalo New York                               | 1000    |         | 73       | 1000    | 47      | 42          | 1000    | 1000    | 1000     | 151       |
| University of Connecticut School of Business                                               | University of Connecticut                           | Storrs, Connecticut                            | 1000    |         | 65       | 96      | 1000    | 1000        | 1000    | 1000    | 1000     | 101       |
| University of Louisville                                                                   | University of Louisville                            | Louisville, Kentucky                           | 1000    |         | 86       | 1000    | 1000    | 1000        | 1000    | 1000    | 1000     | 1000      |
| University of Kansas School of Business                                                    | University of Kansas                                | Lawrence, Kansas                               | 1000    |         |          | 1000    | 1000    | 1000        | 1000    | 1000    | 1000     | 1000      |
| University of Miami School of Business Administration                                      | University of Miami                                 | Coral Gables, Florida                          | 1000    |         | 57       | 1000    | 57      | 1000        | 97      | 32      | 1000     | 51        |
| University of Mississippi School of Business Administration                                | University of Mississippi                           | Oxford, Mississippi                            | 1000    |         |          | 1000    | 69      | 1000        | 1000    | 1000    | 1000     | 1000      |
| Haslam College of Business                                                                 | University of Tennessee                             | Knoxville, Tennessee                           | 1000    |         | 54       | 1000    | 64      | 1000        | 1000    | 1000    | 1000     | 151       |
| W. P. Carey School of Business                                                             | Arizona State University                            | Tempe, Arizona                                 | 1000    |         | 25       | 1000    | 49      | 47          | 47      | 1000    | 1000     | 18        |
| Warrington College of Business / Hough Graduate School of Business                         | University of Florida                               | Gainesville, Florida                           | 1000    |         | 40       | 1000    | 41      | 50          | 58      | 1000    | 1000     | 51        |
| Weatherhead School of Management                                                           | Case Western Reserve University                     | Cleveland, Ohio                                | 1000    |         | 77       | 1000    | 1000    | 1000        | 86      | 35      | 1000     | 101       |
| Wisconsin School of Business                                                               | University of Wisconsin at Madison                  | Madison, Wisconsin                             | 1000    |         | 34       | 68      | 46      | 29          | 57      | 1000    | 1000     | 31        |
| Yale School of Management                                                                  | Yale University                                     | New Haven, Connecticut                         | 9       | 11      | 9        | 18      | 11      | 11          | 19      | 9       | 16       | 10        |
| Zicklin School of Business                                                                 | CUNY Baruch College                                 | New York, New York                             | 1000    |         | 57       | 1000    | 1000    |             | 1000    | 1000    | 1000     | 10        |